# Нижнемакеевский
Нижнемаке́евский — хутор в Тарасовском районе Ростовской области.
Входит в состав Ефремово-Степановского сельского поселения.

## Население
| 2010 |
| ---- |
| 311  |

## Улицы
- пер. Вишневый,
- ул. Молодёжная,
- ул. Набережная,
- ул. Садовая,
- ул. Степная.

## Известные люди
- Енгалычев, Иван Сидорович — советский работник химической промышленности, Герой Социалистического Труда.